# Schießmeister
Ein Schießmeister ist ein Bergmann, der unter Tage ausschließlich mit Schießarbeiten beschäftigt wird. Er gehört zum Personenkreis der Schießberechtigten eines Bergwerks. Im Gegensatz zum Schießhauer darf der Schießmeister nicht im Gedinge stehen.

## Grundlagen und Geschichte
Obwohl die Schießarbeit im Bergbau bereits im 17. Jahrhundert eingeführt worden war, kam es erst mehrere Jahrzehnte später zu einer konsequenten Neuregelung des Sprengwesens im Bergbau. Bis Anfang des 20. Jahrhunderts gab es auf mehreren Bergwerken immer wieder schwere Unfälle durch unsachgemäße Durchführung der Schießarbeit. Eine Neufassung der Bergpolizeiverordnung in den 1930er Jahren betraf besonders auch die Regelung der Schießarbeit im Bergbau unter Tage. Insbesondere für den Steinkohlenbergbau und die dort vorhandenen Schlagwettergruben wurde für die erforderlichen Schießarbeiten gefordert, dass sie von speziell geschulten Schießmeistern durchgeführt werden sollten.

## Persönliche und fachliche Eignung
Bergleute, die als Schießmeister tätig werden sollen, müssen bestimmte Voraussetzungen erfüllen. Sie müssen sowohl persönlich als auch fachlich für diese Aufgabe geeignet sein. An die persönliche Eignung des Schießmeisters werden die gleichen Anforderungen wie an die der anderen Schießberechtigten Personen gestellt. Um die fachliche Eignung nachzuweisen, muss der Anwärter zunächst eine Hauerausbildung erfolgreich absolvieren und den Hauerschein erwerben. Zusätzlich muss er an einer, vom Oberbergamt genehmigten, Ausbildung zum Schießberechtigten erfolgreich teilgenommen haben. Bevor er diese Ausbildung zum Schießberechtigten absolvieren kann, muss er eine Betriebspraxis nachweisen, die je nach Bergrevier zwischen vier- und zwölf Monaten dauert. Hierbei müssen die unterschiedlichen Tätigkeiten im Bergwerk wie Ortsvortrieb, Gewinnungsbetrieb sowie Unterhaltungsarbeiten erlernt werden. Die umfangreiche Ausbildung ist erforderlich, damit der Schießmeister auch die erforderlichen bergbaulichen Fachkenntnisse und notwendigen Fertigkeiten erlernt, um die umfangreiche praktische Schießarbeit durchführen zu können. Aus diesem Grund ist der Stoffplan für die Ausbildung zum Schießmeister wesentlich umfangreicher als beim Schießhauer. Auch dauert die Ausbildung hierzu länger. In einigen Bergrevieren besteht für die Schießmeisteranwärter die Möglichkeit, eine bestimmte Zeit als Schießhelfer bei einem erfahrenen Schießmeister mitzuarbeiten. Nach durchlaufener Ausbildung erfolgt die theoretische und praktische Prüfung. Nach erfolgreich abgeschlossener Prüfung kann der Bewerber nun als Schießmeister auf dem jeweiligen Bergwerk eingesetzt werden. Hierzu wird er vom zuständigen Betriebsführer bestellt und beim Bergamt oder Bergrevierbeamten namentlich gemeldet und verpflichtet.

## Tätigkeiten
Schießmeister sind berechtigt und befähigt, unter Tage an allen Betriebspunkten, an denen das Schießen gestattet ist, Schießarbeiten durchzuführen. Für ihre Tätigkeit müssen sie ein Schießbuch führen, in das sie die empfangenen und verbrauchten Sprengstoffe eintragen.
Nach einer mehrmonatigen praktischen Tätigkeit und einem zusätzlichen sprengtechnischen Lehrgang für Lehrschießmeister, den der jeweilige Absolvent mit gutem Erfolg bestanden haben muss, können Schießmeister zum Lehrschießmeister ernannt werden. Diese unterweisen die Schießmeister und Schießmeisteranwärter unter Tage und unterstützen den Schießsteiger bei seiner Tätigkeit.